# Henri Jullien
Henri Jullien, född 31 juli 1879, död 23 maj 1961, var en fransk skådespelare.

## Filmografi (urval)
- 1932 – Service de nuit